# Henri de Lescoët
Henri de Lescoët (né Henri Louis Barbier), né le 12 septembre 1906 à Anjouan (Colonie de Mayotte et dépendances) et mort le 12 février 2001 à Nice, est un poète, traducteur, éditeur et revuiste français.

## Biographie
Installé à Nice après avoir passé son enfance en Inde, il publia très tôt ses premiers recueils de poèmes, puis il fonda et dirigea la maison d'édition Les Îles de Lérins à partir de 1929. En 1940, il fonda les éditions et la revue Profil littéraire de la France qui, paraissant à Nice, recueillait les textes des écrivains se trouvant en zone libre, revue à laquelle collabora Georges Ribemont-Dessaignes à partir de 1942. Après guerre, la revue poursuivit son chemin en changeant plusieurs fois de nom : Abordages, Septembre...
Poète élégiaque, d'une écriture tournée vers le classique, il ne s'en rapprocha pas moins des auteurs de l'École de Rochefort et fit partie de leurs cahiers à deux reprises, en 1942 et 1944. Ce qui prouve l'ouverture d'esprit existant chez les Amis de Rochefort et, en retour, ce qui aura sans doute influencé le poète dans ses évolutions vers une écriture moins formelle.
En 1945, il reçoit le prix Archon-Despérouses.

## Œuvres
Poésie
- Tes yeux ont la clarté (Gastaud, Nice, 1927)
- Ciels peints (L'Hermitage, 1928)
- Poèmes inédits (Librairie de France, 1928)
- Les ombres (Les Îles de Lérins, 1929)
- Stances à Marie (Les Îles de Lérins, 1929)
- L'Illusionniste (Au sans pareil, 1932)
- Zones (Les Îles de Lérins, 1936)
- L'aube secrète (Les Îles de Lérins, 1937)
- Profondeurs (Les Îles de Lérins, 1937)
- Ode au désir (Les Îles de Lérins, 1937)
- Trois poèmes (Les Marges, 1938)
- Typographie du lieu (Les Îles de Lérins, 1938)
- Fleurs parlantes (La Bandiera, Gênes, 1938)
- Échappée de la terre (Les Îles de Lérins, 1941)
- Ma voix (Cahiers de Rochefort, 1942)
- À travers le présent (Le Méridien, 1942)
- Reprendre cœur (Cahiers de Rochefort, 1944)
- Un poème (La presse à bras, 1949)
- Un seul langage au monde (Col. du Luxembourg, 1950)
- Dix sonnets occultes (La galère, Luxembourg, 1951)
- L'homme disponible (Col. du Luxembourg, 1952)
- La fleur des mots (Delfica, 1953)
- Le poème fait son poème secret (Seghers, 1953)
- Poésie ma solitude (Debresse, 1956)
- Cette image que tu veux saisir (Delfica, 1956)
- Très loin derrière (Connaître, Genève, 1958)
- Trous dans le miroir (Delfica, 1959), prix Saint-Cricq-Theis de l’Académie française en 1963
- Où est l'oiseau (Profil poétique, 1969)
- Dix silences trois gestes (Caracas, 1971)
- Et nulle part (Saint-Germain-des-Prés, 1978)
- Couleur des événements (Caracas, 1980)

Ouvrages en prose
- Deux cents « poètes-poètes » français vivants (Le Méridien, 1941)
- Anthologie de la poésie d'aujourd'hui (3 tomes aux Éditions Septembre, parus respectivement en 1948, 1949 et 1950)